# Reformierte Kirche Vnà

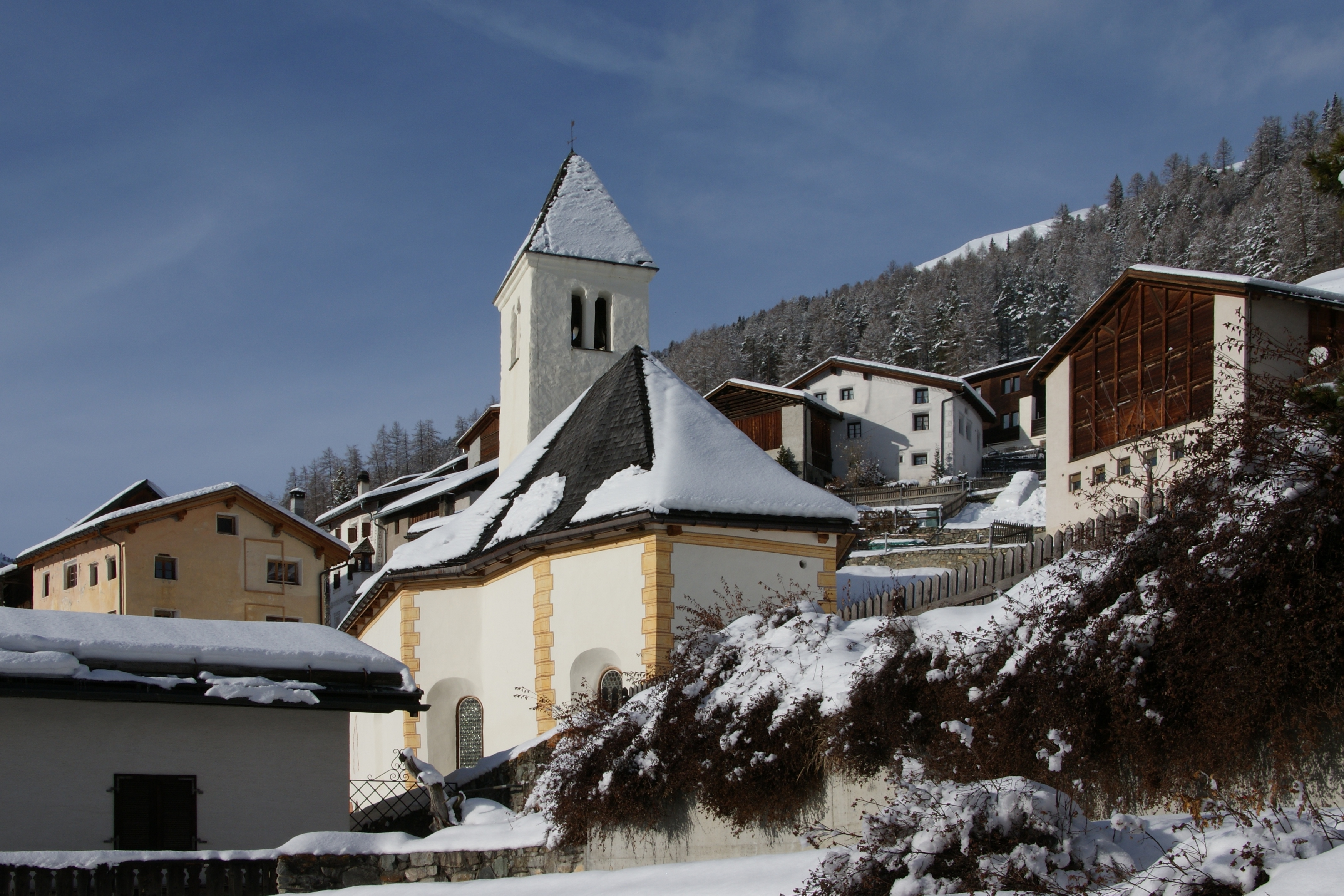
Die dorfbildprägende Kirche in Vnà

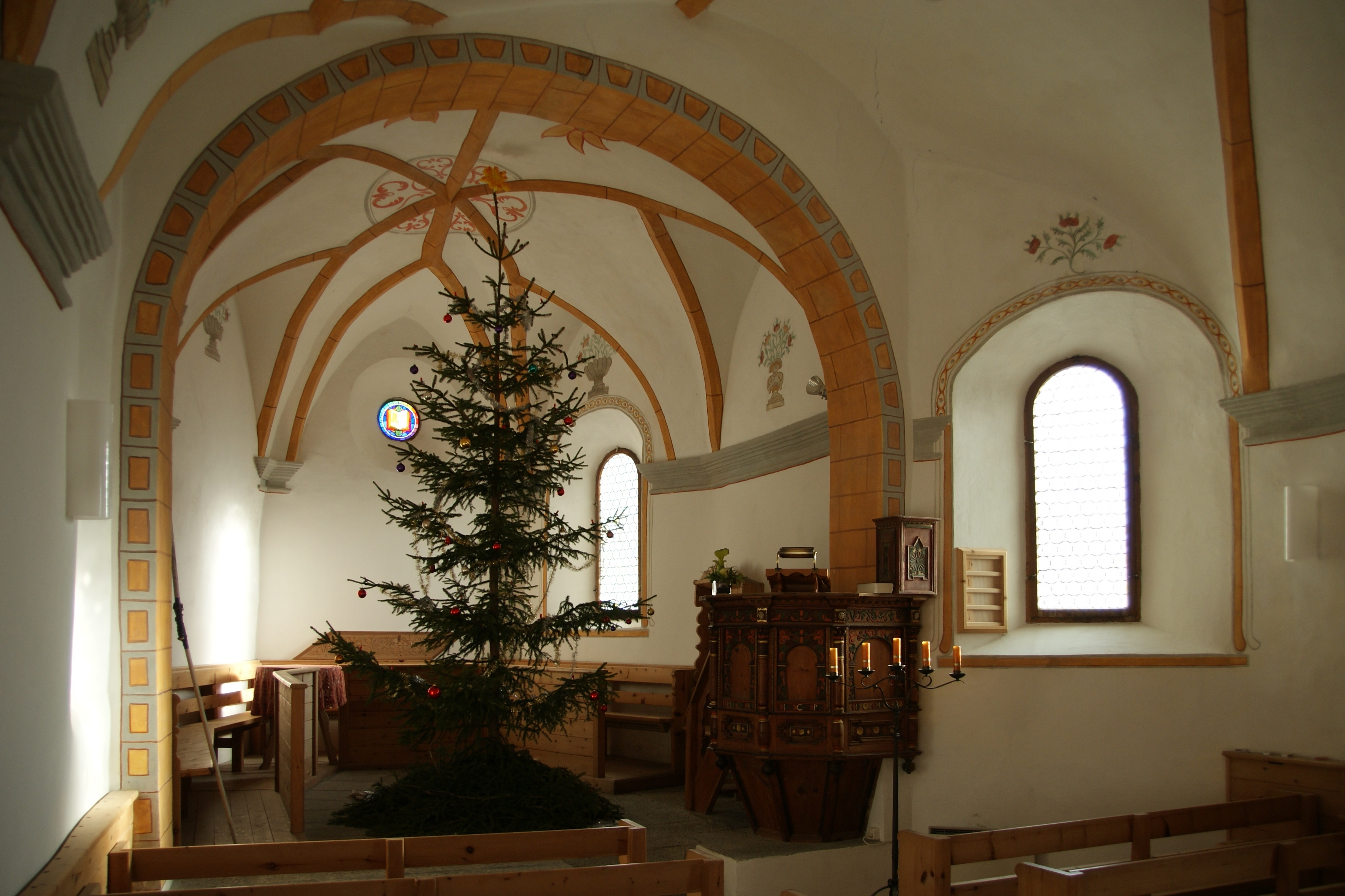
Innenraum der Kirche

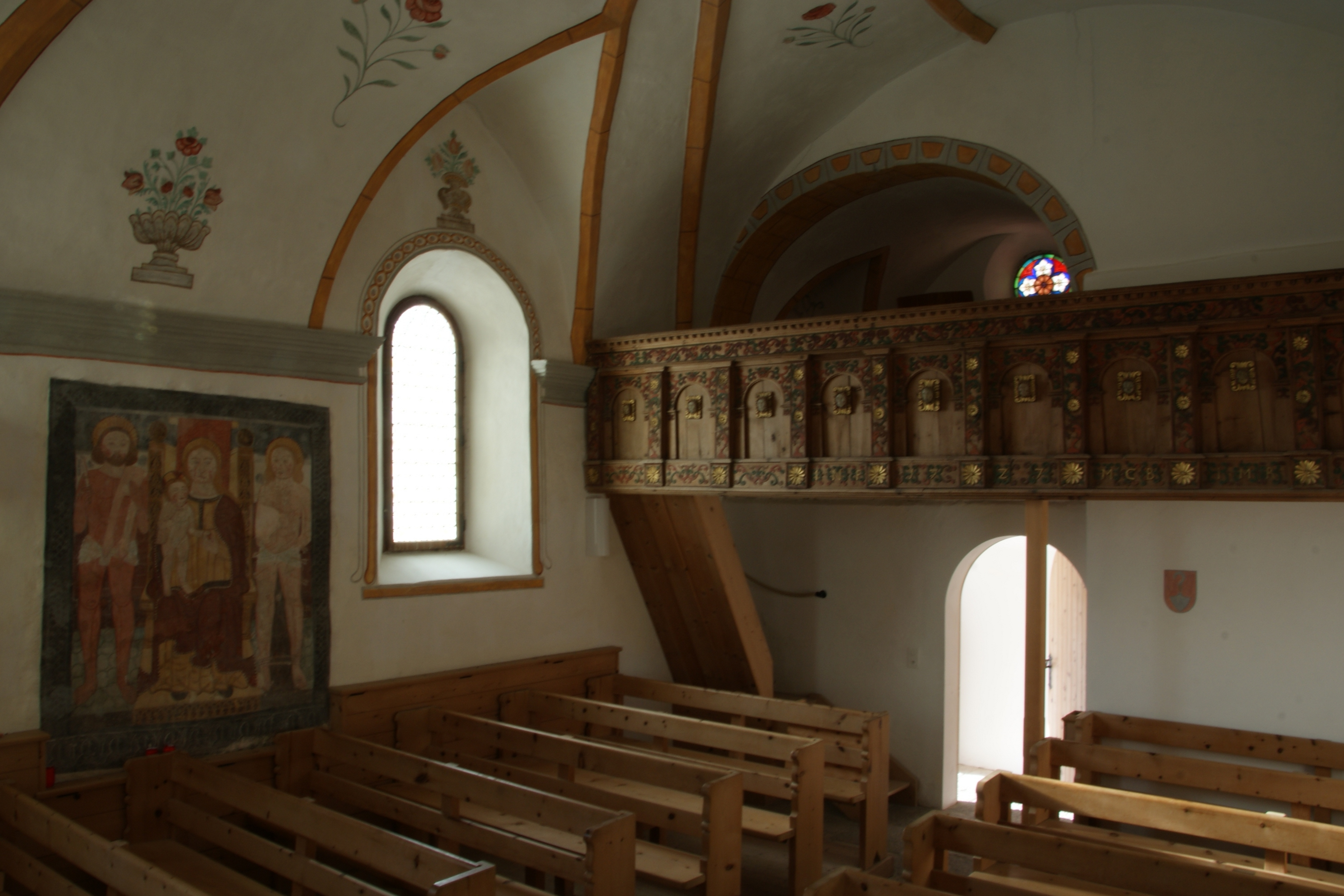
Kunstvoll gefertigte Empore und Wandgemälde

Die reformierte Kirche in Vnà im Unterengadin ist ein Gotteshaus unter Denkmalschutz des Kantons Graubünden. Sie hat ein Fassungsvermögen von etwa 80 Personen und befindet sich im unteren Teil des Dorfes.

## Geschichte und Ausstattung
Die Entstehungszeit des heutigen Kirchgebäudes liegt quellenkundlich im Dunkeln. Nach den Bündner Wirren Mitte des 17. Jahrhunderts und im gesamten 18. Jahrhundert bestanden zum benachbarten Ramosch grosse Spannungen, da die Bündner Synode Vnà einen eigenen Pfarrer bewilligt hatte, das deutlich grössere Ramosch diese Vereinbarung aber mit verschiedenen Auflagen erschwerte. Nachteilig für Vnà wirkte sich u. a. aus, dass das Dorf über keinen eigenen Friedhof verfügt und somit jede Beerdigung eine Amtshandlung war, in die Ramosch involviert war.
Der Kirchturm mit einstöckiger Glockenstube und zweigegliederter Öffnung derselben in jede Himmelsrichtung trägt ein recht flaches Zeltdach über Wimpergen. Der Grundriss des mit einem Walmdach gedeckten Kirchenschiffs ist auffallend asymmetrisch.
Die schalldeckellose Kanzel beschliesst den durch einen Rundbogen vom Kirchenraum separierten und von einem filigranen Netzgewölbe überzogenen Chor, in dessen Mitte sich der Tauftisch befindet, auf dem nach reformierter Bündner Sitte auch das Abendmahl gefeiert wird.
Ein kleines Rundfenster im Chor zeigt die aufgeschlagene Bibel und betont so das reformatorische Prinzip «Sola scriptura».
1963 wurden im Rahmen einer Restauration Wandgemälde freigelegt und konserviert.

### Eigene Pfarrer in Vnà
Zwischen 1667 und 1761 hatte Vnà folgende eigene Pfarrer angestellt:
- 1667–1674 Not Clapitschen
- 1669–1681 Jon Jüst Andeer (zeitweise somit zwei Ortsgeistliche)
- 1681–1696 Ri Rubar
- 1694–1696 Flurin Frazöl
- 1696–1701 Duri Champell
- 1701–1724 Flurin Frazöl (zum zweiten Mal)
- 1701–1716 Töna Clapitschen
- 1715–1761 Men Andri (= Heinrich)

## Kirchliche Organisation
Vnà bildete lange Zeit eine Kirchgemeinde mit Ramosch und stand darüber hinaus in Pastorationsgemeinschaft mit Tschlin, Strada und Martina. Seit 1. Januar 2014 besteht innerhalb der evangelisch-reformierten Landeskirche Graubünden eine fusionierte Kirchgemeinde Valsot.